# The Hateful Eight-Year-Olds
The Hateful Eight-Year-Olds, titulado Las Detestables Niñas de Ocho Años en Hispanoamérica y Chicas al Galope en España, es el vigesimoprimer episodio de la trigesimoprimera temporada de la comedia animada estadounidense Los Simpson, y el episodio 683 de la serie en general. Fue estrenado el 10 de mayo de 2020 en Estados Unidos, el 8 de noviembre del mismo año en Hispanoamérica y el 5 de julio de 2021 en abierto en España.
The Hateful Eight-Year-Olds recibió críticas mayoritariamente positivas de los críticos, fanáticos y público general, elogiando la animación, la historia, el humor, la interpretación musical de Weezer y la actuación vocal del elenco principal como de las estrellas invitadas, pero se criticó el argumento utilizado de la serie.

## Argumento
Raphael, que es el cartero, llega a la casa de los Simpson e informa a Homer que su buzón ha estado lleno durante semanas. Homer lo lleva adentro y Lisa descubre que está invitada a una fiesta de pijamas con su amiga de la biblioteca, Addy.
Después de algunos golpes entre Lisa y Bart con respecto a los caballos, Lisa corta su conexión entre hermanos. Homer y Marge llevan a Lisa a la casa de Addy. Mientras cuidan a los niños, Homer lleva a Marge a un crucero al atardecer.
Lisa y Addy van a dar un paseo a caballo y conocen a las otras chicas, Bella-Ella, Sloan y Tessa Rose, tres chicas mocosas, que hace bromas sobre sus regalos para Addy, diciendo que es para señoritas.
Lisa llama a Homer y a Marge, pero debido a la mala recepción, él no recibe el mensaje y ella está atrapada en la fiesta, lo que la hace viral cuando se asusta con el programa Thank God I'm Dead.
Lisa se esconde en el baño y Addy la encuentra, explicándole que invitó a Lisa para que se burlen de ella mientras dejan de burlarse de Addy, y que la próxima vez podría hacer lo mismo con otra chica, continuando el círculo.
Lisa huye de ella e intenta llamar a casa, pero Bart se niega a ayudar después de lo que sucedió antes, pero cuando toman su teléfono, Bart se encarga de salvarla y llama a un servicio de automóviles, que resulta ser el director Skinner.
En el crucero, Homer malinterpreta al cantante principal de Sailor's Delight y hace que su lista de canciones y el alcohol terminen en el mar, arruinando el crucero.
En la fiesta, las chicas arrojan el teléfono de Lisa en la parte superior del estante en una taza y llega Bart, pero en lugar de salvarla, él planea con ella una venganza, poniéndoles los pelos de punta.
Marge llama, preocupada por las múltiples llamadas que hizo al principio, pero dice que está bien, mientras que Homer se evita problemas para convencer a la gente de que salvó su matrimonio haciendo caca en su fiesta.
Las chicas se despiertan con sus teléfonos y su cabello se revuelve, revelando que su cabello se ha vuelto como el de Lisa. Bart y Lisa se esconden en el granero y se montan en un caballo, con Bart mostrando su miedo por ellos.
Se rodean de las chicas, pero Lisa logra convencer a Addy de que deje a las chicas y regrese a su antiguo yo, mientras que en el crucero, Weezer toca su interpretación del tema de Los Simpson.

## Recepción
Tony Sokol, de Den of Geek, le dio a este episodio un 4 de 5 estrellas, diciendo: "El episodio funciona porque al final todo está simplificado". El carácter familiar prevalece en todas las situaciones sociales. Lisa no solo le recuerda a su amiga Addy las cosas importantes de la vida. Ella la inspira a deshacerse de sus amigos falsos demasiado inflados, lo que los lleva a querer ser verdaderos amigos con ella. Homer puede dar un discurso conmovedor, no solo para salvarle la vida a él y a Marge, sino también para animar a las personas que lo rodean a ser mejores personas, quedarse en casa y mirar televisión. 'The Hateful Ocho-Year-Olds' está cargado de mensajes, pero también tiene muchas risas”.